# Oxyopes pennatus
Oxyopes pennatus là một loài nhện trong họ Oxyopidae.
Loài này thuộc chi Oxyopes. Oxyopes pennatus được Ehrenfried Schenkel-Haas miêu tả năm 1936.